# Keulchen
Die Keulchen (Clavaria) sind eine Pilzgattung aus der Ordnung der Champignonartigen und umfassen Arten mit überwiegend keulen-, aber auch korallenförmigen Fruchtkörpern.
Die Typusart der Gattung ist das Wurmförmige Keulchen (Clavaria fragilis).

## Merkmale

### Makroskopische Merkmale
Die Fruchtkörper wachsen einzeln, in Gruppen oder büschelig auf dem Boden. Sie sind meist unverzweigt, bei einigen Arten verzweigt und oft brüchig. Die Farbpalette reicht von weiß, grau, rosa, violett, gelb, ocker und braun bis schwarz.

### Mikroskopische Merkmale
Die Septen der Pilzfäden sind schnallenlos, während die schmal keuligen Basidien basal eine weite, offene Schnalle besitzen können. Einige Arten besitzen dünnwandige Zystiden. Die Sporen haben eine schmale bis breit elliptische oder subglobose bis kugelige Form. Sie sind farblos, dünnwandig, glatt oder stachelig ornamentiert und überwiegend ohne großen Öltropfen gefüllt. Die Jodfarbreaktion ist negativ.

## Ökologie
Die Keulchen leben saprobiontisch und besiedeln ein großes Spektrum an Habitaten. Sie wachsen in Wäldern und auf Magerrasen, kommen aber beispielsweise auch an Wegrändern, auf Heiden und in Mooren vor. Der Boden kann basisch bis sauer sein. Ebenso sind sie auf unterschiedlich feuchten Böden anzutreffen.

## Arten

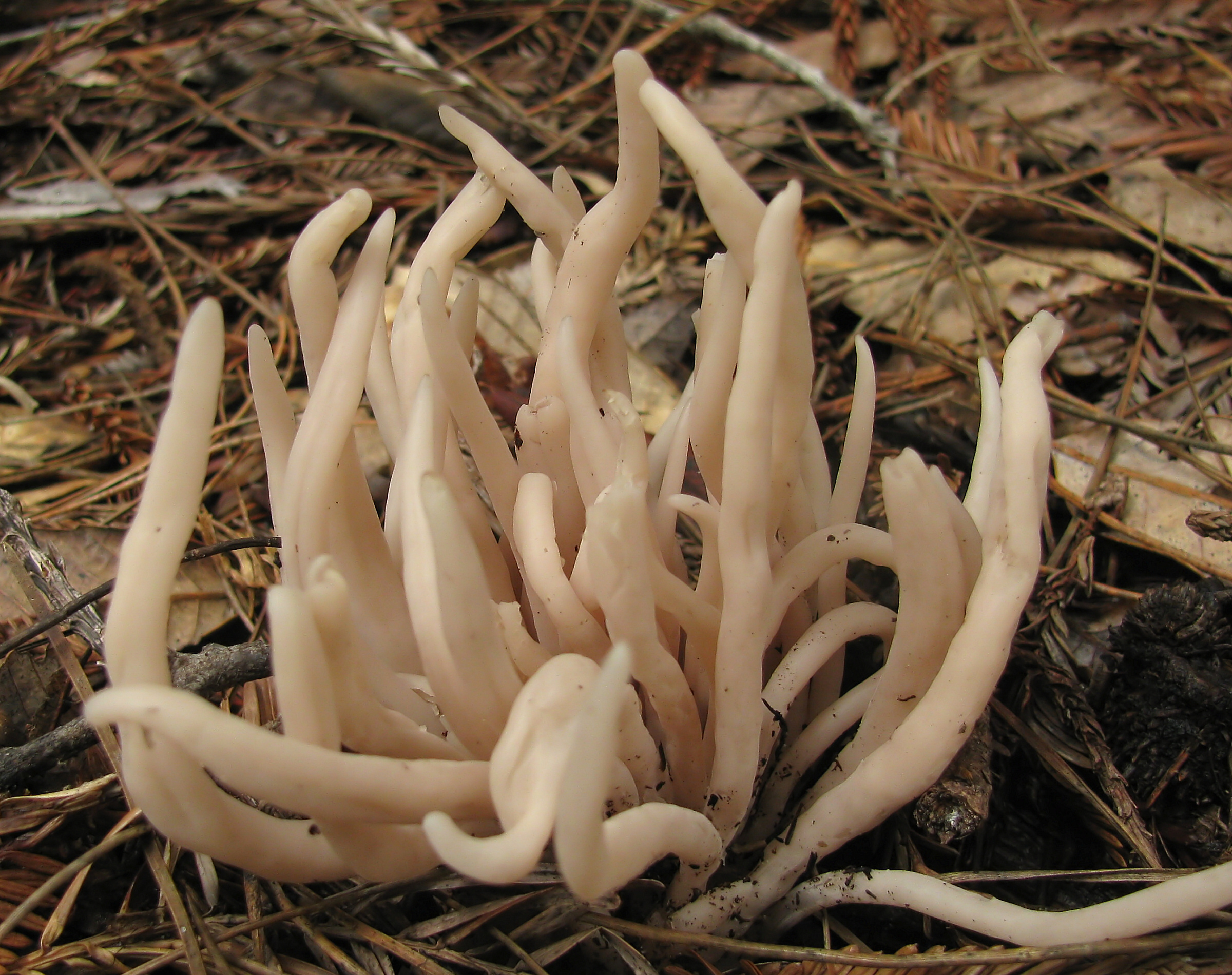
Rauchgraues Keulchen Clavaria fumosa
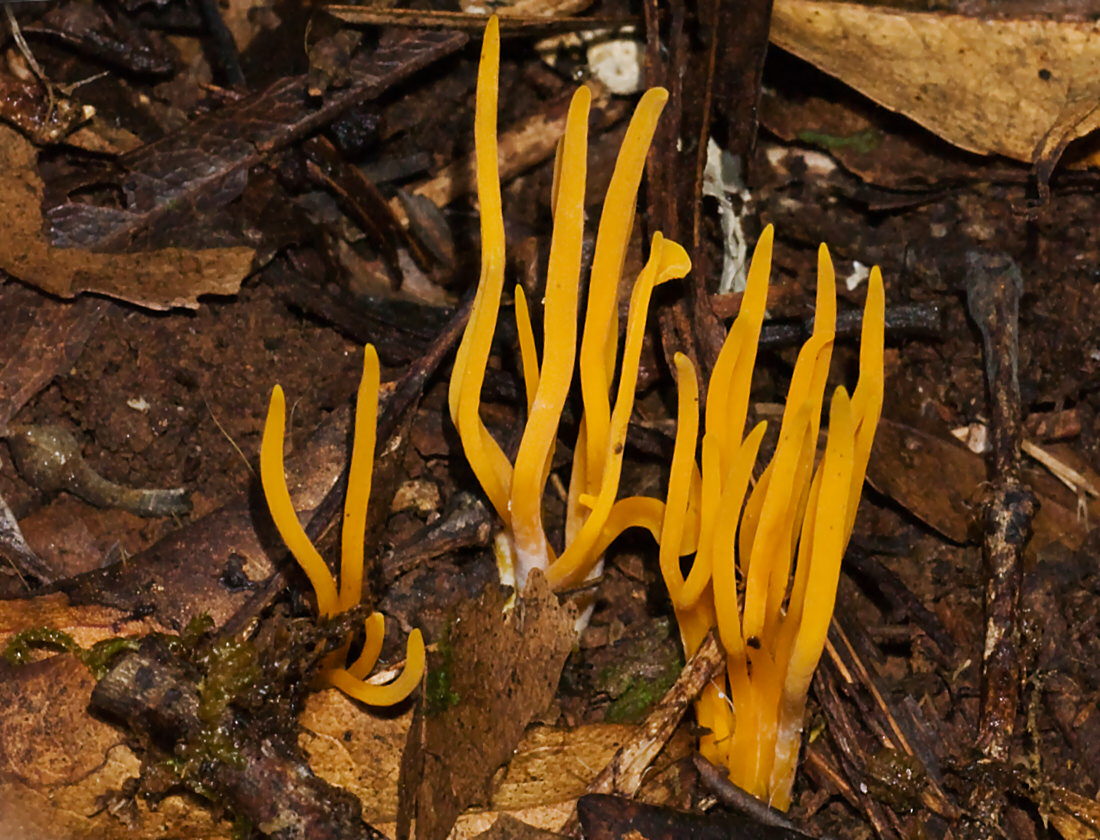
Clavaria amoena (Australien)
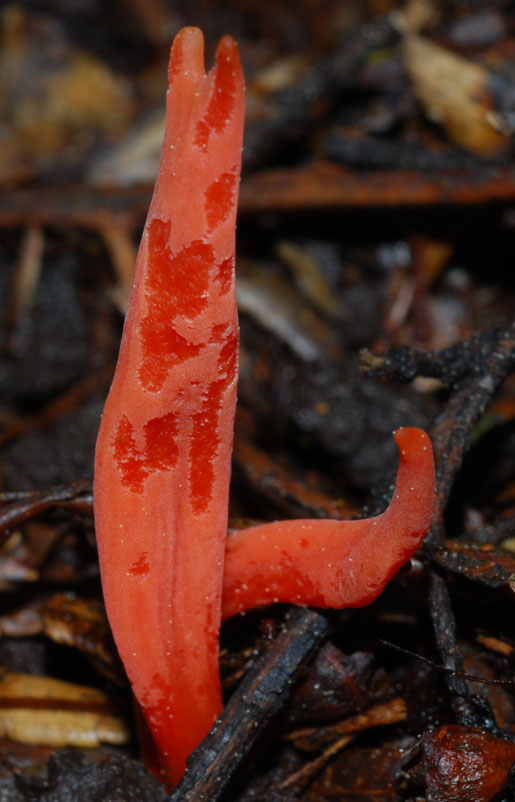
Clavaria sulcata (Neuseeland)
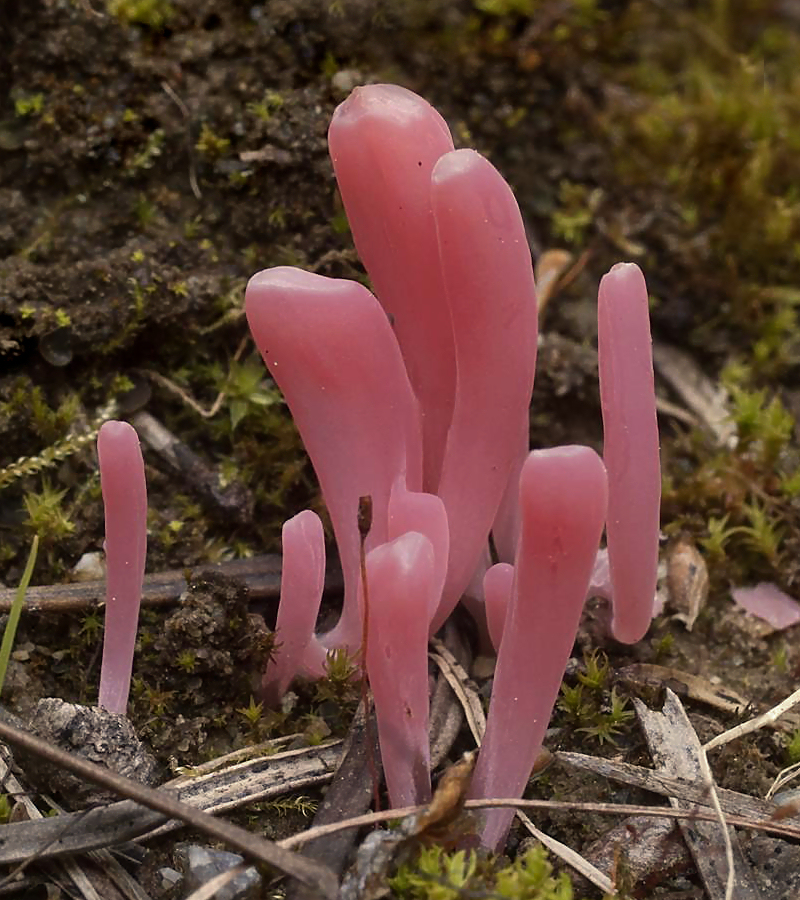
Lachsrosa Keulchen Clavaria rosea
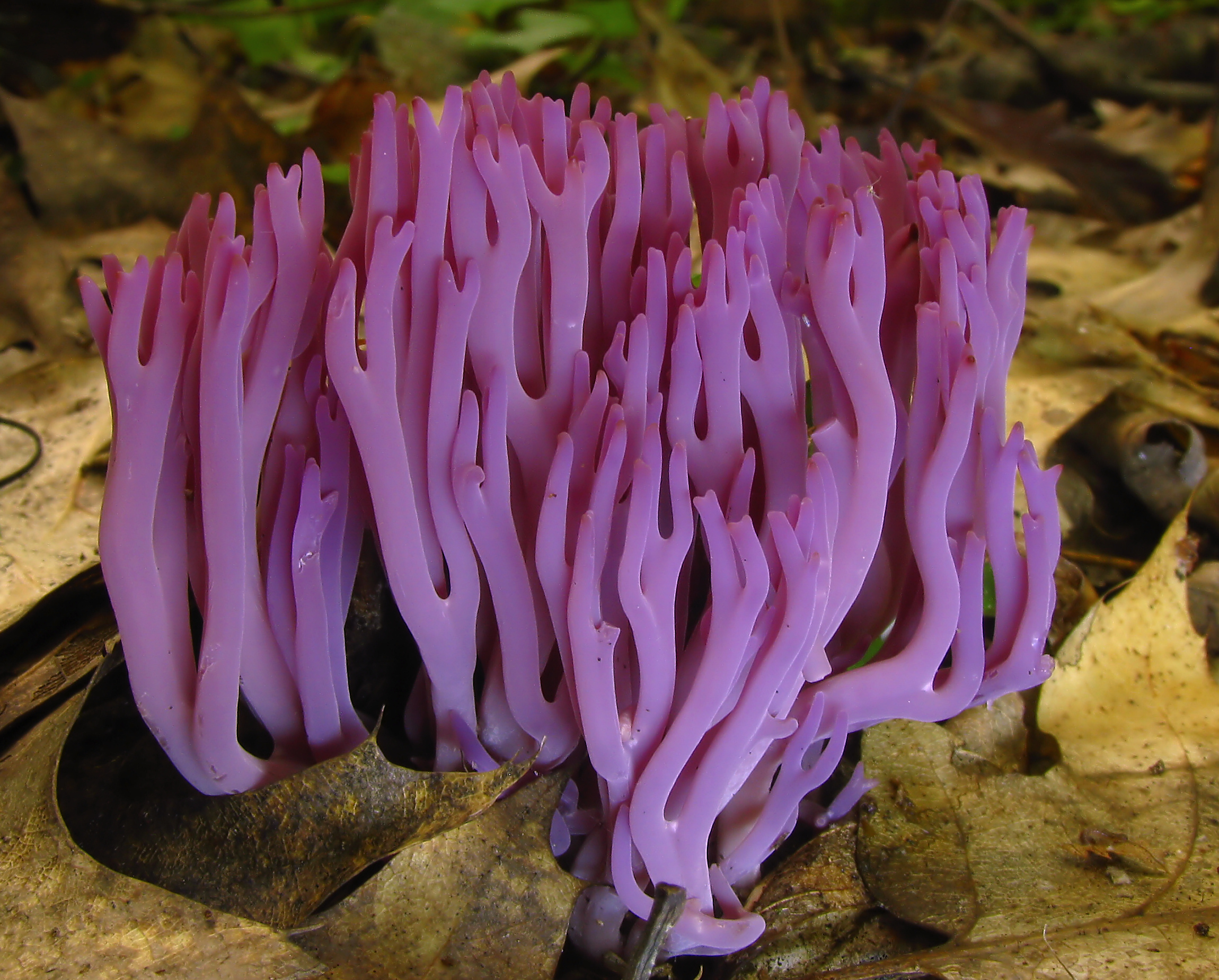
Amethystfarbene Wiesenkoralle Clavaria zollingeri

In Europa kommen rund 30 Arten vor bzw. sind dort zu erwarten.
| Keulchen (Clavaria) in Europa |                                     |                                           |
| \| Deutscher Name \| Wissenschaftlicher Name \| Autorenzitat \| \| ----------------------------- \| ----------------------------------- \| ----------------------------------------- \| \| \| Clavaria aestivalis \| Romagnesi 1970 \| \| \| Clavaria amoenoides \| Corner, Thind & Anand 1956 \| \| Heide-Keulchen \| Clavaria argillacea \| Persoon 1797 : Fries 1821 \| \| Breitsporiges Heide-Keulchen \| Clavaria argillacea var. brevispora \| Corner 1950 \| \| \| Clavaria asperulospora \| G.F. Atkinson 1908 \| \| Sternsporiges Keulchen \| Clavaria asterospora \| Patouillard 1887 \| \| \| Clavaria atrobadia \| Corner 1950 \| \| Schwarzbraunes Keulchen \| Clavaria atrofusca \| Velenovský 1939 \| \| \| Clavaria atroumbrina \| Corner 1950 \| \| \| Clavaria crosslandii \| Cotton 1912 \| \| \| Clavaria daulnoyae \| Quélet 1892 \| \| Weißes Spitz-Keulchen \| Clavaria falcata \| Persoon 1794 : Fries 1821 \| \| Wurmförmiges Keulchen \| Clavaria fragilis \| Holmskjold 1790 : Fries 1821 \| \| Rauchgraues Keulchen \| Clavaria fumosa \| Persoon 1796 : Fries 1821 \| \| Bläuliches Keulchen \| Clavaria greletii \| Boudier 1917 \| \| \| Clavaria guilleminii \| Bourdot & Galzin 1928 \| \| Fleischfarbenes Keulchen \| Clavaria incarnata \| Weinmann 1836 \| \| Eingeschnürtsporiges Keulchen \| Clavaria krieglsteineri \| Kajan & Grauwinkel 1987 \| \| \| Clavaria lithocras \| D.A. Reid 1958 \| \| \| Clavaria macounii \| Peck 1894 \| \| Violettliches Keulchen \| Clavaria pullei \| Donk 1933 \| \| Lachsrosa Keulchen \| Clavaria rosea \| Dalman 1811 : Fries 1821 \| \| \| Clavaria rosea var. subglobosa \| Corner 1950 \| \| \| Clavaria stellifera \| J. Geesink & Bas 1992 \| \| Strohfarbenes Keulchen \| Clavaria straminea \| Cotton 1910 \| \| Frühjahrs-Keulchen \| Clavaria tenuipes \| Berkeley & Broome 1848 emend. Schild 1981 \| \| Amethystfarbiges Keulchen \| Clavaria zollingeri \| Léveillé 1846 \| |                                     |                                           |
| Deutscher Name | Wissenschaftlicher Name             | Autorenzitat                              |
| | Clavaria aestivalis                 | Romagnesi 1970                            |
| | Clavaria amoenoides                 | Corner, Thind & Anand 1956                |
| Heide-Keulchen | Clavaria argillacea                 | Persoon 1797 : Fries 1821                 |
| Breitsporiges Heide-Keulchen | Clavaria argillacea var. brevispora | Corner 1950                               |
| | Clavaria asperulospora              | G.F. Atkinson 1908                        |
| Sternsporiges Keulchen | Clavaria asterospora                | Patouillard 1887                          |
| | Clavaria atrobadia                  | Corner 1950                               |
| Schwarzbraunes Keulchen | Clavaria atrofusca                  | Velenovský 1939                           |
| | Clavaria atroumbrina                | Corner 1950                               |
| | Clavaria crosslandii                | Cotton 1912                               |
| | Clavaria daulnoyae                  | Quélet 1892                               |
| Weißes Spitz-Keulchen | Clavaria falcata                    | Persoon 1794 : Fries 1821                 |
| Wurmförmiges Keulchen | Clavaria fragilis                   | Holmskjold 1790 : Fries 1821              |
| Rauchgraues Keulchen | Clavaria fumosa                     | Persoon 1796 : Fries 1821                 |
| Bläuliches Keulchen | Clavaria greletii                   | Boudier 1917                              |
| | Clavaria guilleminii                | Bourdot & Galzin 1928                     |
| Fleischfarbenes Keulchen | Clavaria incarnata                  | Weinmann 1836                             |
| Eingeschnürtsporiges Keulchen | Clavaria krieglsteineri             | Kajan & Grauwinkel 1987                   |
| | Clavaria lithocras                  | D.A. Reid 1958                            |
| | Clavaria macounii                   | Peck 1894                                 |
| Violettliches Keulchen | Clavaria pullei                     | Donk 1933                                 |
| Lachsrosa Keulchen | Clavaria rosea                      | Dalman 1811 : Fries 1821                  |
| | Clavaria rosea var. subglobosa      | Corner 1950                               |
| | Clavaria stellifera                 | J. Geesink & Bas 1992                     |
| Strohfarbenes Keulchen | Clavaria straminea                  | Cotton 1910                               |
| Frühjahrs-Keulchen | Clavaria tenuipes                   | Berkeley & Broome 1848 emend. Schild 1981 |
| Amethystfarbiges Keulchen | Clavaria zollingeri                 | Léveillé 1846                             |

- Rauchgraues Keulchen
Clavaria fumosa
- Clavaria amoena
(Australien)
- Clavaria sulcata
(Neuseeland)
- Lachsrosa Keulchen
Clavaria rosea
- Amethystfarbene Wiesenkoralle
Clavaria zollingeri